# مانويل تيكسيرا
مانويل تيكسيرا (بالبرتغالية: Manuel Teixeira‏) هو مؤرخ برتغالي، ولد في 15 أبريل 1912، وتوفي في 15 سبتمبر 2003.